# Паммен
Паммен (др.-греч. Παμμένης) — фиванский военачальник и государственный деятель IV века до н. э.
Паммен входил в круг сподвижников Эпаминонда, который превратил Фивы в одну из главных сил Древней Греции. Плутарх приписывал Паммену участие в создании Священного отряда — наиболее боеспособного воинского соединения в фиванском войске. Также, в доме Паммена в течение трёх лет, в качестве почётного заложника, проживал Филипп Македонский, будущий царь и отец Александра Македонского. Во время пребывания в Фивах Филипп изучил новшества в военном деле и мореплавании, которые впоследствии использовал при создании собственных армии и флота.
После гибели Эпаминонда в 362 году до н. э. Паммен стал главным фиванским военачальником. В этом статусе он возглавлял военную экспедицию в Пелопоннес, чтобы предотвратить распад Мегалополя. Также, в битве при Неоне он разбил войско фокидского стратега-автократора Филомела. Впоследствии, около 354 года до н. э., Паммен возглавил войско наёмников, которое отправилось в Азию на помощь восставшему против власти персидского царя сатрапу Артабазу II. Во главе фиванского войска Паммен одержал несколько побед, однако Артабаз II заподозрил военачальника в измене. Паммен был арестован и, возможно, казнён.

## Биография

### Происхождение. Участие в войнах на территории Греции
Паммен принадлежал к фиванской аристократии. Его юность пришлась на время реформ Эпаминонда, который обеспечил Фивам победу над Спартой и превратил родной полис в одну из главных сил Древней Греции. Предположительно, Паммен входил в круг сподвижников Эпаминонда.
Одно из первых упоминаний Паммена связано с основанием Мегалополя в Аркадии в Пелопоннесе около 369 года до н. э.. Эпаминонд поручил Паммену командование отрядом из тысячи отборных воинов, чтобы защитить местных жителей, строивших столичный город своей области, от возможного нападения спартанцев. К этому же времени относится захват Памменом Сикиона. Для этого он завёл в городскую гавань торговый корабль, в котором были спрятаны гоплиты. Во время очередного штурма, когда основное войско сикионцев находилось на городских стенах, эти воины, не встречая сопротивления, заняли городскую гавань.

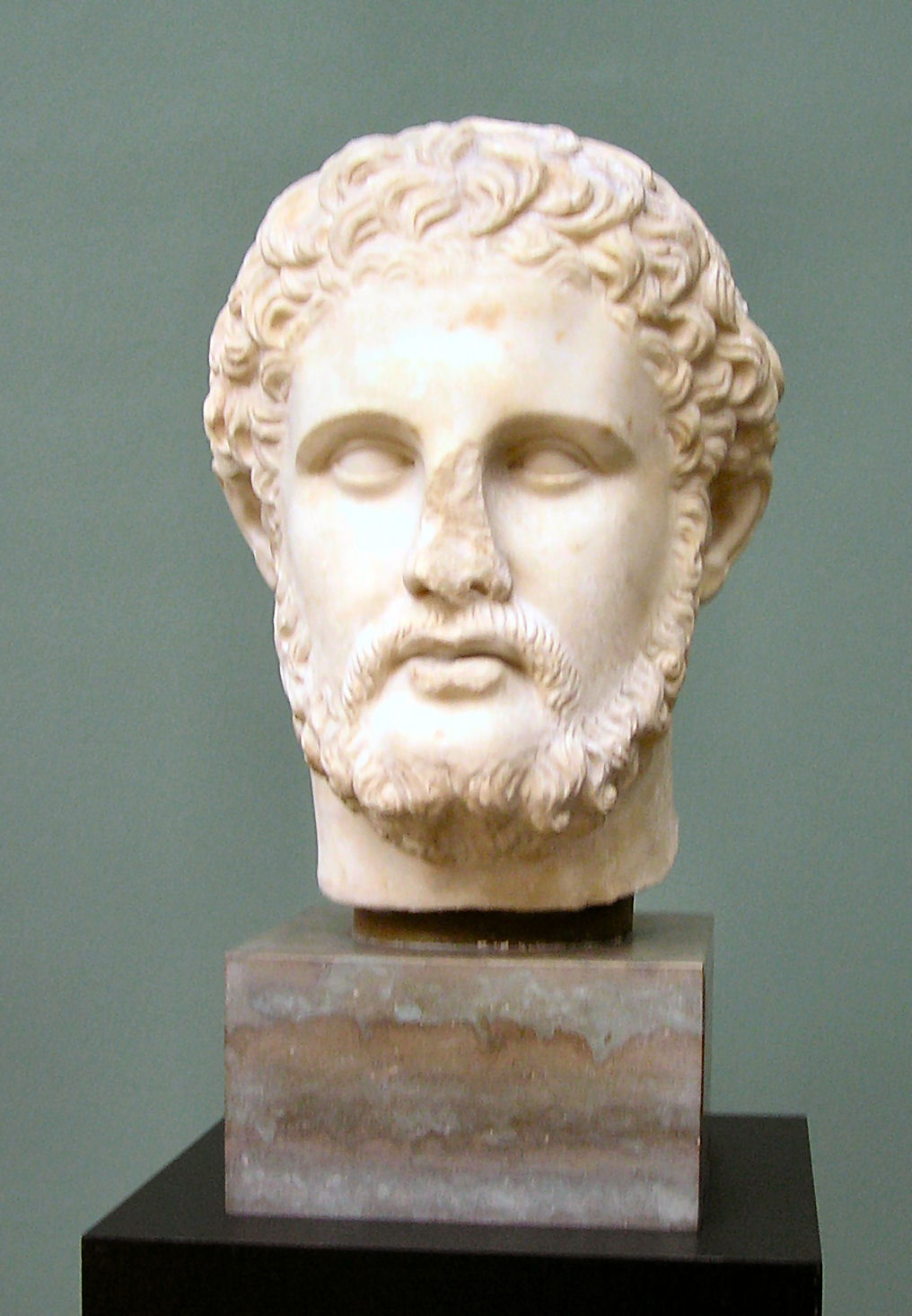
Будущий царь Македонии Филипп II в течение 368—365 годов до н. э. проживал в доме Паммена в Фивах.
Античный бюст Филиппа II в Новой глиптотеке Карлсберга, Копенгаген, Дания

Будущий царь Македонии Филипп II в 368 году до н. э., в возрасте тринадцати или четырнадцати лет, был отправлен в числе 30-ти знатных македонян в качестве заложника в Фивы. Это было частью соглашения между фиванским военачальником Пелопидом и македонским царём Александром II. Там Филипп, согласно Плутарху, три года (368—365 до н. э.) прожил в доме Паммена. Юстин и Диодор Сицилийский писали о пребывании Филиппа у Эпаминонда. В этом вопросе современные историки отдают предпочтение информации из Плутарха. Поздний античный автор Либаний даже утверждал, что Паммен и Филипп были любовниками. Н. Хаммонд не исключал, что данная история может быть правдивой. Пребывание Филиппа в Фивах оказало на него существенное влияние. Будущий македонский царь изучил новшества в военном деле и мореплавании, которые впоследствии использовал при создании собственных армии и флота.
Плутарх также приписывал Паммену участие в создании наиболее боеспособного воинского соединения в фиванском войске — Священного отряда. Согласно античному историку, Паммен набирал воинов из гомосексуальных пар. По мнению военачальника, «между двумя воодушевлёнными Эротом никогда ещё не прошёл, разлучив их, ни один неприятель». Также, военачальник в шутку раскритиковал мифологического героя Троянской войны Нестора, который формировал военный строй «по коленам и племенам». Паммен считал, что «родичи и единоплеменники мало тревожатся друг о друге в беде, тогда как строй, сплоченный взаимной любовью, нерасторжим и несокрушим, поскольку любящие, стыдясь обнаружить свою трусость, в случае опасности неизменно остаются друг подле друга».
В 361 году до н. э. Паммен был назначен военачальником фиванского войска в 3 тысячи воинов и 300 всадников, которому было поручено предотвратить распад Мегалополя. Для фиванцев было важно сохранить основанный за десять лет до описываемых событий при участии Эпаминонда город, так как он выполнял роль антиспартанского центра в Пелопоннесе. Основание Мегалополя, в котором принимал участие и Паммен, имело искусственный характер. Жители ряда городов Аркадии были насильно переселены и при первой возможности старались вернуться в свои родные места. Снижение численности населения стало проблемой для оставшихся граждан Мегалополя, которые попросили о помощи Фивы. Паммен, «разорив некоторые города и запугав другие», добился возвращения большинства «беженцев» обратно, тем самым разрешив проблему «настолько мирно, насколько это было возможно».

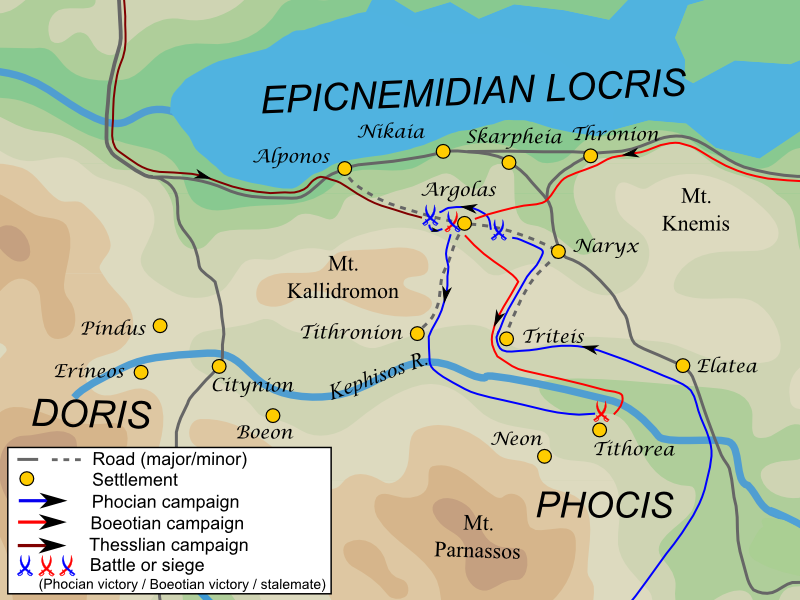
Схема кампании Паммена против Филомела 355/354 года до н. э.

В 355/354 году до н. э. Паммен возглавил союзное войско беотийцев и фессалийцев, которое насчитывало около 13 тысячи воинов, в походе против фокидского стратега-автократора Филомела. Фокидяне были вынуждены отступить на юг за реку Кефис. Следующие несколько месяцев войска сторон совершали манёвры. Целью Паммена было найти безопасный путь для вторжения в Фокиду, Филомела — не допустить врага в свои земли. Развязка наступила, когда вследствие неудачного манёвра, Филомел был вынужден принять бой в невыгодных для себя условиях около Неона. Фокидяне и пришедшие к ним на помощь пелопоннесские ахейцы были разбиты, а Филомел, согласно Диодору Сицилийскому, покончил жизнь самоубийством, бросившись со скалы. В изложении Юстина и Павла Орозия, он погиб во время сражения. Несмотря на победу, Паммен, возможно из-за высоких потерь, не развил успех, отказался от преследования отступающего противника и вернулся в Беотию.

### Экспедиция в Азию

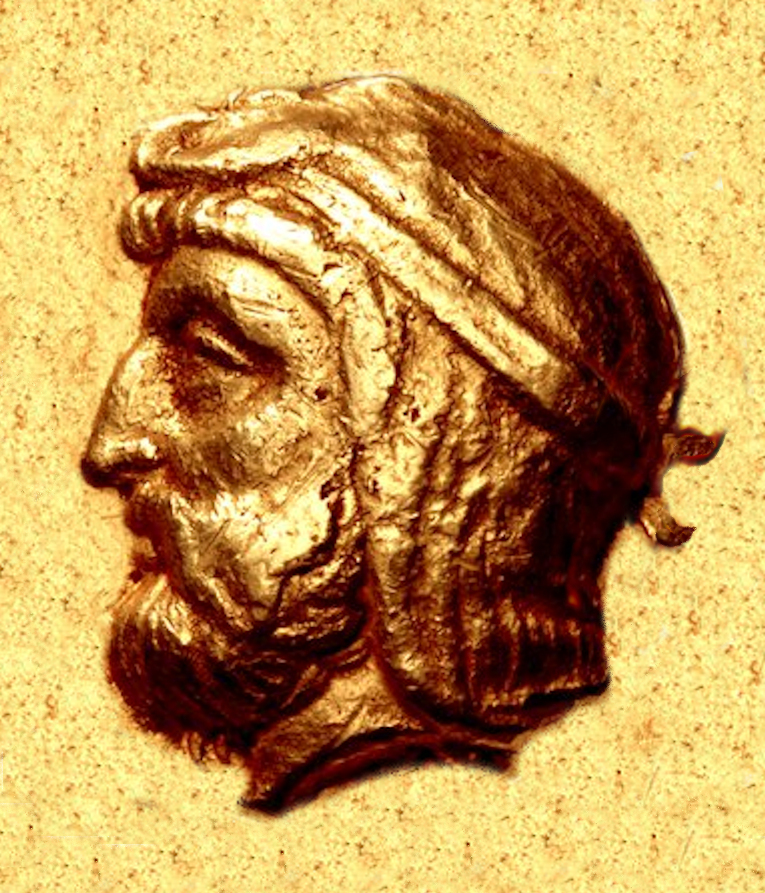
Портретное изображение Артабаза II на золотом статере, около 356 года до н. э.

После гибели Филомела Паммен во главе пятитысячного войска был направлен на помощь фригийскому сатрапу Артабазу II, поднявшему мятеж против Артаксеркса III. Ещё Диодор Сицилийский отмечал странность такого поступка фиванцев — отправлять войско в Азию при незавершённой войне со своими соседями фокидянами. Э. В. Рунг отмечал, что в описываемое время фиванцы поддерживали хорошие взаимоотношения с центральной властью империи Ахеменидов. Экспедиция Паммена для поддержки мятежного сатрапа противоречит логике фивано-персидских взаимоотношений. Историк предположил, что Паммен мог наняться к Артабазу II по собственной инициативе, либо вести двойную игру. Согласно Диодору Сицилийскому, Паммен в двух больших сражениях разбил сатрапов-противников Артабаза, «заслужив великую славу для себя и для беотийцев». Согласно Полиэну и Фронтину, во время одного из них, за счёт манёвра притворного отступления, Паммен смог окружить и уничтожить основные силы противника. Полиэн приводит ещё несколько военных хитростей Паммена, правда без привязки к конкретному сражению. Один раз военачальник сообщил воинам, что характерный для наступления сигнал трубы будет означать приказ к отступлению и наоборот. Тем самым он во время боя ввёл в заблуждение противника и одержал победу. В другом случае, узнав вражеские пароли, он обеспечил успех нападения ночью на лагерь противника. Однако, несмотря на успехи Паммена, у Артабаза II возникли подозрения, что фиванский военачальник ведёт сепаратные переговоры с его врагами. Паммен был заключён под стражу. Войско Паммена, которое преимущественно состояло из «граждан-наёмников», спокойно восприняло арест своего военачальника и быстро нашло себе нового «работодателя», предположительно персидского царя.
В историографии существует несколько противоречивых версий относительно дальнейшей судьбы Паммена, основанных на разных трактовках фрагмента речи Демосфена «Против Аристократа» 352 года до н. э.: «Когда Филипп прибыл в Маронею, он послал к нему Аполлонида, дав залог верности ему и Паммену». Согласно одному предположению, Артабаз II заставил ценой свободы Паммена передать управление войском, после чего военачальник, возможно в сопровождении Мемнона Родосского, отправился домой и встретил Филиппа в Маронее на фракийском побережье Эгейского моря. Возможно, Паммен был освобождён кем-либо из слуг персидского царя после подавления восстания. После возвращения в Фивы Паммен мог принимать участие в продолжавшейся Третьей Священной войне с Фокидским союзом, хотя его имя более нигде не упоминается. По другой версии, фрагмент из речи Демосфена касается событий до, а не после ареста Паммена. Македонский царь мог вызваться сопроводить своего гостеприимца через Фракию, чтобы оценить реакцию местных правителей и, при посредничестве Паммена, заключить выгодные договоры с фракийскими царями. В реконструкции Н. Хаммонда, войско Паммена в 353 году до н. э. достигло Маронеи, где находился Филипп II. В это время один из фракийских царей Керсоблепт вёл войну с Афинами. На этом фоне, с появлением рядом с его владениями ещё македонского и фиванского войск, он был вынужден заключить договор о ненападении с Филиппом II, а также разрешить беспрепятственный проход Паммена в Азию. При такой последовательности событий Паммен, предположительно, был убит Артабазом II.

## Оценки
Плутарх уподобил Паммена плющу, «который обвив сильные деревья, тянется вверх вместе с ними». В роли опоры Паммена, в изложении Плутарха, выступал Эпаминонд. Античный историк отмечал порядочность и политическую мудрость Паммена, который до последних дней почитал и прославлял своего учителя.
К. Ю. Белох назвал Паммена военачальником «эпаминондовой школы». По мнению Т. Леншау, Паммен после гибели Эпаминонда в 362 году до н. э. стал главным фиванским военачальником.

### Исследования
- Белох К. Ю. Греческая история: в 2 т. / пер. с нем. М. О. Гершензона; под ред. и со вступ. ст. Ю. И. Семёнова.. — М.: Государственная публичная историческая библиотека России, 2009. — Т. 2: Кончая Аристотелем и завоеванием Азии. — ISBN 978-5-85209-215-1.
- Борза Ю. История античной Македонии (до Александра Великого) / пер. с англ. М. М. Холода при участии А. Бодрова, О. и В. Иванцовых, 3. Барзах; научная ред. и вступ. статья М. М. Холода; приложения М. М. Холода, Э. Д. Фролова и Ю. Н. Кузьмина. — СПб.: Нестор-История, 2013. — 592 с. — (Историческая библиотека). — ISBN 978-5-44690-015-2.
- Кембриджская история древнего мира / под редакцией Д.-М. Льюиса, Дж. Бордмэна, С. Хорнблоуэра, М. Оствальда. Перевод, научное редактирование, примечания А. В. Зайкова. — М.: Ладомир, 2017. — Т. VI. Четвёртый век до нашей эры. Первый полутом. — 720 с. — ISBN 978-5-86218-545-4.
- Кембриджская история древнего мира / под редакцией Д.-М. Льюиса, Дж. Бордмэна, С. Хорнблоуэра, М. Оствальда. Перевод, научное редактирование, примечания А. В. Зайкова. — М.: Ладомир, 2017. — Т. VI. Четвёртый век до нашей эры. Второй полутом. — 720 с. — ISBN 978-5-86218-542-3.
- Кутергин В. Ф. Беотийский союз в 379 — 335 гг. до н. э.: Исторический очерк. — Саранск: Издательство Мордовского университета, 1991. — 184 с. — ISBN 5-7103-0004-7.
- Олмстед А. История Персидской империи. — Центрполиграф, 2015. — ISBN 978-5-9524-5151-3.
- Парк Г. В. Греческие наёмники. «Псы войны» древней Эллады / Перевод книги Л. А. Игоревский. — М.: Центрполиграф, 2013. — 288 с. — ISBN 978-5-9524-5093-6.
- Рунг Э. В. Греция и Ахеменидская держава: История дипломатических отношений в VI — IV вв. до н. э.. — СПб.: Факультет филологии и искусств СПбГУ, 2008. — (Историческая библиотека). — ISBN 978-5-8465-0851-4.
- Сивкина Н. Ю., Борисова Е. Ю. Обстоятельства вступления Филиппа II Македонского на престол: проблемы и дискуссии // Исторический журнал: научные исследования. — 2021. — № 6. — С. 84—92. — ISSN 2454-0609. — doi:10.7256/2454-0609.2021.6.36871.
- Тюряхин И. Н. Внешняя политика Мегалополя в 360—340-е гг. до н.э. // Античный мир и археология. — 2017. — № 18. — С. 70—87. — ISSN 0320-961X.
- Уортингтон Й[нем.]. Филипп II Македонский. — СПб. — М.: Евразия — ИД Клио, 2014. — 400 с. — ISBN 978-5-91852-053-6.
- Фролов Э. Д. Греция в эпоху поздней классики (Общество. Личность. Власть). — СПб.: Издательский Центр «Гуманитарная Академия», 2001. — 602 с. — (Studia classica). — ISBN 5-93762-013-5.
- Хаммонд Н. История Древней Греции / Пер. с англ. Л.А. Игоревского. — М.: Центрполиграф, 2008. — ISBN 978-5-9524-3490-5.
- Hammond N. G. L., Griffith G. T. A History of Macedonia (англ.). — Oxford: Clarendon Press, 1979. — Vol. II: 550-336 B.C.. — ISBN 0-l9-814814-3.
- Lenschau T[нем.]. Pammenes 1 // Paulys Realencyclopädie der classischen Altertumswissenschaft :  [нем.] / Georg Wissowa. — Stuttgart : J. B. Metzler’sche Verlagsbuchhandlung, 1949. — Bd. XVIII, 3. — Kol. 298—299.